# Echipa națională de rugby a Australiei
Echipa națională de rugby a Australiei numită și Wallabies reprezintă Australia în meciurile internaționale de rugby,Australia,fiind una dintre națiunile majore din rugby-ul internațional.
Wallabies participă anual împreună cu Echipa națională de rugby a Africii de Sud și cu Echipa națională de rugby a Noii Zeelande supranumite Springboks și respectiv All Blacks, la Turneul celor Trei Națiuni, principala competiție de rugby internațional din emisfera de sud. Din cele 11 ediții ale campionatului, Wallabies au câștigat 2 ediții. A participat la toate edițiile Campionatului Mondial de Rugby câștigând edițiile din 1991 și 1999. Este de altfel singura echipă care a câștigat două ediții ale turneului.